# 美國夫人
《美國夫人》（英語：Mrs. America）是一部美國劇情類歷史時代迷你劇集，全劇共9集，凱特·布蘭琪領銜主演，由FX製作，於2020年4月15日在FX on Hulu上首播。

## 概要
《美國夫人》以20世紀70年代《平等權利修正案》推動過程為背景，聚焦抵制平權運動的美國共和黨右派保守主義代表人物菲莉絲·施拉夫利（凱特·布蘭琪飾）。故事從施拉夫利與「第二波女性主義」代表人物格洛麗亞·斯泰納姆、貝蒂·弗里丹、雪莉·奇瑟姆、貝拉·艾布扎格及吉爾·拉克爾豪斯等等當時女性視角出發，重新見證70年代文化戰爭中的一場攻堅戰是如何導致了日後「道德多數」運動的崛起，並永遠改變了美國當代政治版圖。

## 演員與角色

### 主要角色
- 凱特·布蘭琪 飾 菲莉絲·施拉夫雷（Phyllis Schlafly）

- 蘿絲·拜恩 飾 葛羅莉亞·史坦能（Gloria Steinem）

- 莎拉·保羅森 飾 愛麗絲（Alice）

- 瑪戈·馬丁戴爾（英语：Margo Martindale） 飾 貝拉·艾布扎格（英语：Bella Abzug）

- 烏佐·阿杜巴 飾 雪莉·奇瑟姆（英语：Shirley Chisholm）

- 伊莉莎白·班克絲 飾 吉兒·洛克豪斯（英语：Jill Ruckelshaus）

- 崔西·奧曼（英语：Tracey Ullman） 飾 貝蒂·傅瑞丹（Betty Friedan）

- 約翰·斯拉特里 飾 佛瑞德·施拉夫雷（Fred Schlafy）

### 常設角色
- 凱莉·卡特（英语：Kayli Carter） 飾 潘蜜拉（Pamela）

- 艾莉·葛瑞那 飾 布蘭達·費根-法斯多（Brenda Feigen-Fasteau）

- 梅蘭妮·林斯基 飾 蘿絲瑪麗·湯姆森（英语：Rosemary Thomson）

- 詹姆斯·馬斯登 飾 菲爾·克雷恩（英语：Phil Crane）

- 珍妮·翠柏虹（英语：Jeanne Tripplehorn） 飾 艾莉諾·施拉夫雷（Eleanor Schlafly）

- 妮希·納什（英语：Niecy Nash） 飾 弗洛倫絲·甘迺迪（英语：Florynce Kennedy）

- 奧利維亞·斯克里文（Olivia Scriven） 飾 麗莎·施拉夫雷（Liza Schlafly）

- 布里亞·亨德森（Bria Henderson） 飾 瑪格麗特·斯隆-亨特（英语：Margaret Sloan-Hunter）

## 集數
| 集數 | 標題 | 譯名     | 導演                   | 編劇                         | 上線日期      | 製作 代碼 |
| ---- | ---- | -------- | ---------------------- | ---------------------------- | ------------- | --------- |
| 1    |      | 菲莉絲   | 安娜·波頓＆瑞安·弗雷克 | 達赫維·沃勒                  | 2020年4月15日 | 101       |
| 2    |      | 葛羅莉亞 | 安娜·波頓＆瑞安·弗雷克 | 達赫維·沃勒                  | 2020年4月15日 | 102       |
| 3    |      | 雪莉     | 阿瑪·阿桑特            | 坦妮婭·巴菲爾德              | 2020年4月15日 | 103       |
| 4    |      | 貝蒂     | 阿瑪·阿桑特            | 布·基勒布魯                  | 2020年4月22日 | 104       |
| 5    |      | 辯論     | 勞倫·克萊蒙-通納爾     | 米卡·施拉夫＆                | 2020年4月29日 | 105       |
| 6    |      | 吉兒     | 勞倫·克萊蒙-通納爾     | 莎朗·霍夫曼                  | 2020年5月6日  | 106       |
| 7    |      | 貝拉     | 安娜·波頓＆瑞安·弗雷克 | 米卡·施拉夫                  | 2020年5月13日 | 107       |
| 8    |      | 休士頓   | 賈尼察·布拉沃          | 達赫維·沃勒                  | 2020年5月20日 | 108       |
| 9    |      | 雷根     | 安娜·波頓＆瑞安·弗雷克 | 達赫維·沃勒＆約書亞·格里菲斯 | 2020年5月27日 | 109       |

## 製作

### 開發
劇集共9集，由達赫維·沃勒執筆編劇，並擔任節目統籌，他與史黛西·舒爾、可可·法蘭契尼以及主演凱特·布蘭琪共同擔任執行製作。《驚奇隊長》編導搭檔安娜·波頓與瑞安·弗雷克執導前兩集並擔任執行製作。2019年11月，迪士尼宣佈劇集將從FX轉至Hulu首播。

### 選角
隨著劇集確定製作，凱特·布蘭琪確認領銜出演女主角菲莉絲·施拉夫雷。2019年5月，莎拉·保羅森、烏佐·阿杜巴、蘿絲·拜恩、凱莉·卡特、艾莉·葛瑞那、梅蘭妮·林斯基、詹姆斯·馬斯登、瑪戈·馬丁戴爾、約翰·斯拉特里、珍妮·翠柏虹和崔西·奧曼確認出演劇集。6月，伊莉莎白·班克絲加入劇組出演主要角色，布里亞·亨德森（Bria Henderson）出演常設角色。8月，妮希·納什出演常設角色。10月，奧利維亞·斯克里文（Olivia Scriven）將出演常設角色。

### 拍攝
劇集的主體拍攝計劃於2019年6月19日在加拿大安大略省多倫多開機，11月1日殺青。

## 音樂
克里斯·鮑爾斯為劇集作曲，音樂原聲帶數字版於2020年5月22日在亞馬遜和iTunes上發行。
| 《美國夫人》原聲帶 | 《美國夫人》原聲帶 | 《美國夫人》原聲帶 |
| 曲序               | 曲目               | 时长               |
| ------------------ | ------------------ | ------------------ |
| 1.                 |                    | 0:56               |
| 2.                 |                    | 1:03               |
| 3.                 |                    | 1:55               |
| 4.                 |                    | 1:09               |
| 5.                 |                    | 2:45               |
| 6.                 |                    | 1:55               |
| 7.                 |                    | 1:38               |
| 8.                 |                    | 1:53               |
| 9.                 |                    | 0:56               |
| 10.                |                    | 0:51               |
| 11.                |                    | 1:05               |
| 12.                |                    | 1:11               |
| 13.                |                    | 0:44               |
| 14.                |                    | 2:07               |
| 15.                |                    | 3:06               |
| 16.                |                    | 1:42               |
| 17.                |                    | 1:35               |
| 18.                |                    | 1:17               |
| 19.                |                    | 1:04               |
| 20.                |                    | 0:37               |
| 21.                |                    | 1:43               |
| 22.                |                    | 1:25               |
| 23.                |                    | 0:46               |
| 24.                |                    | 2:02               |
| 25.                |                    | 2:26               |
| 26.                |                    | 1:07               |
| 27.                |                    | 0:59               |
| 28.                |                    | 2:37               |
| 29.                |                    | 0:54               |
| 30.                |                    | 1:34               |
| 31.                |                    | 1:14               |
| 32.                |                    | 1:51               |
| 33.                |                    | 1:44               |
| 34.                |                    | 3:13               |
| 总时长：           | 总时长：           | 53:04              |

## 宣傳與發行
2020年1月9日，FX釋出預告片，宣佈劇集將於2020年4月15日首播。

## 迴響

### 評價
《美國夫人》獲得廣泛的好評。在影視匯總點評網站爛番茄上，劇集獲得95%的「認證新鮮」，8.24/10分（63位劇評人）。《美國夫人》在Metacritic網站上獲得了「普遍讚譽」，87/100分（35位劇評人）。

## 資料來源
1. ↑  . www.chinesetimes-laos.com.   [2021-10-06]. （原始内容存档于2021-10-06）.
2. 1 2  . 2018-10-30  [2018-12-18]. （原始内容存档于2020-10-27） （美国英语）.
3. 1 2 3  Otterson, Joe. . Variety. 2019-05-14  [2019-05-16]. （原始内容存档于2021-03-02） （美国英语）.
4. ↑  . Writers Guild of America West.   [2020-02-29]. （原始内容存档于2020-02-29） （美国英语）.
5. ↑  . The Futon Critic.   [2020-02-29] （美国英语）.
6. ↑  Jarvey, Natalie; Goldberg, Lesley. . The Hollywood Reporter. 2019-11-07  [2019-11-07]. （原始内容存档于2019-11-07） （美国英语）.
7. ↑  Crucchiola, Jordan. . 2018-10-30  [2018-12-18]. （原始内容存档于2019-06-09） （美国英语）.
8. ↑  Andreeva, Nellie. . Deadline. 2019-06-04  [2019-06-20]. （原始内容存档于2019-09-04） （美国英语）.
9. ↑  Petski, Denise. . Deadline Hollywood. 2019-06-25  [2020-01-10]. （原始内容存档于2019-12-17） （美国英语）.
10. ↑  Petski, Denise. . Deadline. 2019-08-16  [2019-09-09]. （原始内容存档于2019-11-05） （美国英语）.
11. ↑  Petski, Denise. . Deadline Hollywood. 2019-10-23  [2019-10-23]. （原始内容存档于2019-10-23） （美国英语）.
12. ↑  . IATSE 873.   [2019-04-03]. （原始内容存档于2019-04-01） （美国英语）.
13. ↑  .   [2020-08-27]. （原始内容存档于2021-05-16） （美国英语）.
14. ↑  Petski, Denise. . Deadline Hollywood. 2020-01-09  [2020-01-09]. （原始内容存档于2020-01-09） （美国英语）.
15. ↑  . 爛番茄.   [2020-04-26]. （原始内容存档于2020-05-27） （美国英语）.
16. ↑  . Metacritic.   [2020-04-26]. （原始内容存档于2020-04-25） （美国英语）.

## 外部連結
- 互联网电影数据库（IMDb）上《美國夫人》的资料（英文）
- Mrs. America on FX
- Mrs. America on Hulu
- 豆瓣电影上《美國夫人》的資料 （简体中文）